# Michael Fu Tie-shan

Wappen

Michael Fu Tie-shan (* 3. November 1931; † 20. April 2007 in Peking) war Bischof von Peking der chinesischen Staatskirche Chinesische Katholisch-Patriotische Vereinigung.

## Leben
Fu Tie Shan wurde 1931 im Kreis Qingyuan in der Provinz Hebei geboren. Von September 1941 bis Juni 1950 besuchte er das Propädeutische Seminar in Peking, das Kleine Seminar in Xi Shi Ku und die weiterführende Schule in Geng Xin. Von Juni 1950 bis Juli 1956 studierte er Philosophie und Theologie am Großen Seminar der Erzdiözese in Peking, dem so genannten Wen Sheng-Kolleg (wo der Asienmissionar Pater Matteo Ricci begraben ist).
Von Juli 1956 bis Juli 1979 war er als Priester in den Pfarreien Bei Tang und Nan Tang tätig. Während dieser Zeit studierte er auch Fremdsprachen am Seminar von Peking (Theologisches Institut Peking). Von Januar 1963 bis Juni 1996 besuchte er die Universität Hong Qi im Stadtteil Xuan Wu in Peking, wobei er nebenher arbeitete, um sich sein Studium zu finanzieren.
Am 21. Dezember 1979 wurde er (ohne Zustimmung des Vatikans) von Bischof Yan Gao Jian (damals Bischof von Chang De in der Provinz Hebei) zum Bischof geweiht.
Von Juli 1979 bis Januar 1992 war er stellvertretender Vorsitzender des VI. und VII. Nationalen Beratungskonferenz, stellvertretender Vorsitzender des Verwaltungsausschusse der Diözese, stellvertretender Vorsitzender der Chinesischen Bischofskonferenz, Bischof von Peking, Berater der Chinesischen Vereinigung für internationalen Austausch, Berater der Chinesischen Stiftung für Behinderte. Seit 2003 war er bis zu seinem Tod stellvertretender Präsident des Chinesischen Volkskongresses.
Er starb am 20. April 2007 im „Bei Jing Hospital“ nach langer Krankheit.